# شبه‌جزیره ایر

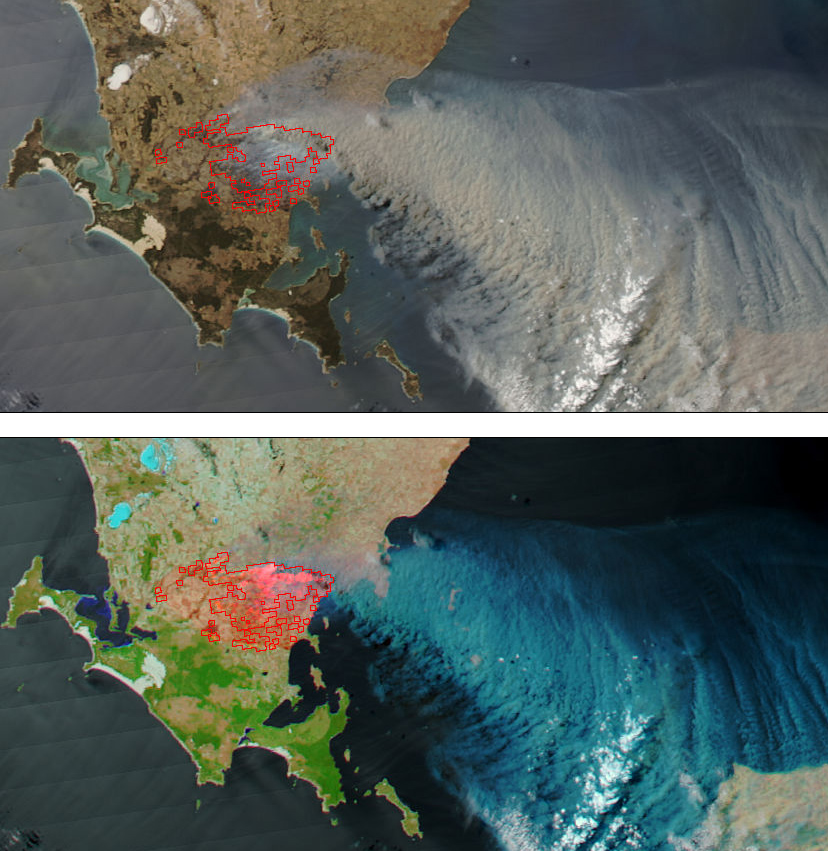
تصویر ماهوارهی‌ای در سال ۲۰۰۵

شبه‌جزیره ایر (به انگلیسی: Eyre Peninsula) شبه جزیره‌ای در ایالت استرالیای جنوبی و یکی از سیزده ناحیه این ایالت است. این ناحیه از شرق به خلیج اسپنسر، از غرب به خلیج بزرگ استرالیا و از شمال به گاولر رنجز محدود شده است. این شبه جزیره به نام کاشف آن، ادوارد جان ایر که آن را در ۱۸۳۹-۱۸۴۱ کشف نمود، نامگذاری شد.خط ساحلی این شبه جزیره برای اولین بار توسط متیو فلیندرز در ۱۸۰۱-۱۸۰۲ کشف شد. خط ساحلی غربی آن نیز توسط نیکلاس باودین در همان بازه زمانی مشاهده شد. از جاذبه‌های گردشگری زیست محیطی این منطقه می‌توان به پارک ملی لینکولن، پارک ملی کافین بی و پارک ملی گاولر رنجز اشاره کرد.